# 主廣場 (薩拉曼卡)
40°57′54″N 5°39′50.7″W / 40.96500°N 5.664083°W

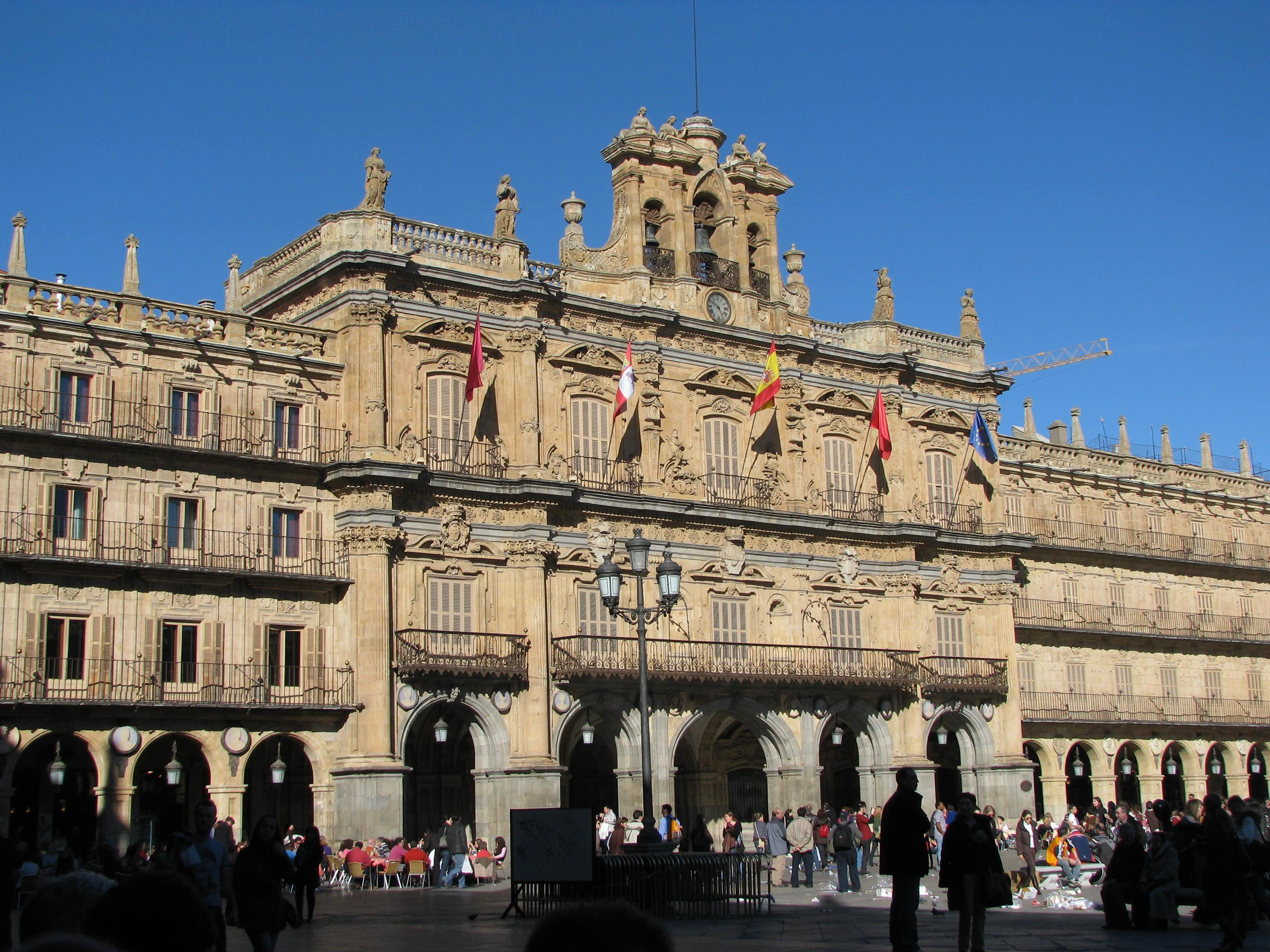
主广场 (萨拉曼卡)

主广场（西班牙語：Plaza Mayor）是西班牙萨拉曼卡的广场，為該市最典型的景观。
該广场由腓力五世下令修建于18世纪，建筑师是阿尔贝托·丘里格拉，周围为巴洛克风格建筑，包括市政厅，圣马丁教堂（Iglesia de San Martín）。这里举行的所有节日和城市的宗教仪式。
本广场是2008年电影《刺殺據點》的故事发生地点。